# La Regrippière
La Regrippière är en kommun i departementet Loire-Atlantique i regionen Pays de la Loire i nordvästra Frankrike. Kommunen ligger i kantonen Vallet som tillhör arrondissementet Nantes. År 2022 hade La Regrippière 1 559 invånare.

## Befolkningsutveckling
Antalet invånare i kommunen La Regrippière
| Referens: INSEE |